# Добрін
Добрін (рум. Dobrin) — село у повіті Селаж в Румунії. Адміністративний центр комуни Добрін.
Село розташоване на відстані 391 км на північний захід від Бухареста, 13 км на північний схід від Залеу, 67 км на північний захід від Клуж-Напоки.

## Населення
За даними перепису населення 2002 року у селі проживали 313 осіб.
Національний склад населення села:
| Національність | Кількість осіб | Відсоток |
| -------------- | -------------- | -------- |
| румуни         | 281            | 89,8%    |
| угорці         | 21             | 6,7%     |
| цигани         | 11             | 3,5%     |

Рідною мовою назвали:
| Мова      | Кількість осіб | Відсоток |
| --------- | -------------- | -------- |
| румунська | 292            | 93,3%    |
| угорська  | 21             | 6,7%     |